# Ilia Karpenkov
Ilia Alekseyevich Karpenkov (russo:  Илья Алексеевич Карпенков; IPA: [ɪˈlʲja kɐrˈpʲenkəf]; Mineralnye Vody, 17 de fevereiro de 1997) é um jogador russo de basquete profissional.
Ele conquistou a medalha de prata nos Jogos Olímpicos de Verão de 2020 na disputa 3x3 masculino com a equipe do Comitê Olímpico Russo, ao lado de Kirill Pisklov, Stanislav Sharov e Alexander Zuev.